# Unique Particle Attribution
La regola Unique Particle Attribution (UPA) di XML Schema previene l'esistenza di ambiguità grammaticali (ovvero di parsing) dello schema stesso.
A causa dell'UPA il seguente frammento di XSD (XML Schema Definition) è proibito
```
 
<xsd:sequence>

   
<xsd:element
 
name=
"x"
 
type=
"xsd:integer"
 
minOccurs=
"0"
/>

   
<xsd:any
 
minOccurs=
"0"
 
maxOccurs=
"unbounded"
 
processContents=
"skip"
/>

 
</xsd:sequence>

```

Dato il frammento di xml
```
 
<x>
42
</x>

```

Il parser non potrà stabilire univocamente se associare il tag alla dichiarazione x o con la wild card seguente.